# Norman Hunter
Norman Hunter (Gateshead, 29 oktober 1943 - Leeds, 17 april 2020) was een Engels voetbalspeler- en trainer. Hij kwam het grootste deel van zijn spelersloopbaan uit voor Leeds United. De centrumverdediger werd vanwege zijn prestaties eenmaal verkozen tot PFA Players' Player of the Year en tevens opgenomen in de Football League 100 Legends.
Hunter kwam op vijftienjarige leeftijd in de jeugdopleiding van Leeds United terecht. In 1962 maakte hij zijn debuut in het eerste elftal, dat destijds nog uitkwam in de Second Division. Hij was sleutelspeler in het elftal van Leeds uit de jaren zestig en zeventig, toen de ploeg onder leiding stond van succestrainer Don Revie. Hunter won met Leeds onder meer tweemaal de landstitel, eenmaal de beker en haalde in 1975 de finale van de Europacup I. Na elf jaar bij Leeds trok de centrumverdediger in 1976 naar Bristol City, waarmee hij voornamelijk vocht om lijfsbehoud in de First Division. Drie jaar later verkaste hij naar derdeklasser Barnsley FC, alvorens hij in 1982 zijn voetbalschoenen aan de wilgen hing. Na zijn spelersloopbaan was hij als trainer actief voor Barnsley en Rotherham United.
In 1965 maakte Norman Hunter zijn debuut in het Engels voetbalelftal, waarvoor hij uiteindelijk 28 caps zou behalen. Hij was onderdeel van de Engelse selectie op het gewonnen WK 1966, maar speelde niet mee. Wel kwam hij vier jaar later in actie op het WK 1970. Hier werden de Engelsen in de kwartfinale uitgeschakeld door Duitsland.
Op 10 april 2020 werd gemeld dat Hunter in het ziekenhuis werd behandeld nadat hij positief was getest op COVID-19. Een week later werd bekend dat Hunter op 76-jarige leeftijd was overleden aan het virus. Een aantal dagen na zijn overlijden maakte Leeds United bekend dat de South Stand van Elland Road naar Hunter zou worden hernoemd.

## Erelijst
Leeds United
- Football League First Division: 1968/69, 1973/74
- Football League Second Division: 1963/64
- FA Cup: 1971/72
- Football League Cup: 1967/68
- FA Charity Shield: 1969
- Jaarbeursstedenbeker: 1967/68, 1970/71
- Europacup I runners-up: 1974/75

Engeland
- WK 1966

Individueel
- PFA Players' Player of the Year: 1973/74
- PFA Team of the Year: 1973/74
- Football League 100 Legends: 1998
- Leeds United Player of the Year: 1971

1 Banks ·
2 Cohen ·
3 Wilson ·
4 Stiles ·
5 J. Charlton ·
6 Moore  ·
7 Ball ·
8 Greaves ·
9 B. Charlton ·
10 Hurst ·
11 Connelly ·
12 Springett ·
13 Bonetti ·
14 Armfield ·
15 Byrne ·
16 Peters ·
17 Flowers ·
18 Hunter ·
19 Paine ·
20 Callaghan ·
21 Hunt ·
22 Eastham ·
Coach: Ramsey